# Gerhard Erasmus
Merwe Gerhard Erasmus (* 11. Mai 1995 in Windhoek) ist ein namibischer Cricketspieler der seit 2011 für die der namibischen Nationalmannschaft und derzeit ihr Kapitän ist.

## Kindheit und Ausbildung
Erasmus studierte Jura an der Universität Stellenbosch. Sein Vater war zwischenzeitlich Präsident von Cricket Namibia und leitet eine familiäre Anwaltskanzlei in Windhoek. Erasmus begann früh mit dem Cricket-Spielen und vertrat Namibia beim ICC U19-Cricket-Weltmeisterschaft 2012 und führte das Team bei der Ausgabe 2014 als Kapitän an.

## Aktive Karriere
Sein First-Class-Debüt für Namibia erfolgte im Rahmen des ICC Intercontinental Cups 2011–2013 gegen Irland im September 2011. In der Folge hatte er Schwierigkeiten die in ihn gesetzten Erwartungen zu erfüllen, half aber unter anderem bei der ICC World Cricket League Division Two 2015 das Namibia ich unter den führenden Associate Nationen etablieren konnte. Doch verpasste er mit dem Team in der ICC World Cricket League Division Two 2018 die Qualifikation für den ICC Cricket World Cup Qualifier 2018. Bei der ICC World Cricket League Division Two 2019 konnte sich Namibia unter seiner Führung dann den ODI-Status sichern. Sein Debüt in diesem Format folgte dann bei dem Turnier gegen den Oman. Im Mai folgte auch sein Twenty20-Debüt in der Afrika-Qualifikation für die Twenty20-Weltmeisterschaft gegen Ghana. Bei einer Tour gegen Botswana im August erreichte er je ein Fifty (56 Runs) und ein Mal drei Wickets (3/12). Bei einem Drei-Nationen-Turnier in den Vereinigten Staaten im September gelang ihm ein Fifty über 88 Runs gegen Papua-Neuguinea, wofür er als Spieler des Spiels ausgezeichnet wurde. Beim ICC Men’s T20 World Cup Qualifier 2019 konnte er zunächst gegen Kenia (52* Runs) und Singapur (72 Runs) je ein Fifty erreichen, und wurde dafür jeweils ausgezeichnet. Im entscheidenden Spiel gegen den Oman erzielte er drei Wickets (3/14), womit sich Namibia für die Weltmeisterschaft qualifizierte. Im folgenden Spiel um Platz drei gegen Irland folgte dann ein weiteres Fifty (51 Runs). Im Januar folgten bei einem Drei-Nationen-Turnier im Oman gegen die Vereinigten Arabischen Emirate 56 Runs.
Nach der Pause auf Grund der COVID-19-Pandemie erreichte er im April 2021 in einer Twenty20-Serie gegen Uganda ein Fifty über 62* Runs, wofür er ausgezeichnet wurde. Daraufhin führte er das Team zum ICC Men’s T20 World Cup 2021, wo ihm beim Sieg gegen Irland 53* Runs gelangen und er damit das Team in die Super-12-Runde führte. Im März 2022 erreichte er bei einem Drei-Nationen-Turnier in den Vereinigten Arabischen Emiraten gegen den Oman erst ein Century über 121 Runs auis 120 Bällen und dann ein weiteres Fifty über 76 Runs. Im Monat darauf folgte in einer Twenty20-Serie gegen Uganda ein Century über 100* Runs aus 47 Bällen. Im Mai erreichte er 59* Runs in einem Twenty20 in Simbabwe, wofür er abermals ausgezeichnet wurde. Bei einem Drei-Nationen-Turnier in Schottland im Juli erreichte er gegen den Gastgeber zunächst drei Wickets (3/56), bevor ihm gegen sie (56 Runs) und Nepal (53 Runs) je ein Fifty gelang. Im September reiste er mit dem Team nach Papua-Neuguinea, wo ihm gegen die Vereinigten Staaten erst ein Fifty über 87 Runs gelang, bevor er gegen den gastgeber erst einw eiteres Fifty (68) und dann drei Wickets (3/31) erzielte. Daraufhin führte er das Team zum ICC Men’s T20 World Cup 2022, wo er als beste Leistung 20 Runs gegen Sri Lanka erreichte, jedoch schon in der Vorrunde ausschied.
Daraufhin folgten zwei heimische Drei-Nationen-Turniere. Bei diesen erreichte er gegen Papua-Neuguinea (71 Runs), Schottland (96 Runs) und Nepal (53 Runs) je ein Fifty. Im Februar konnte er dann in Nepal ein weiteres Fifty (56 Runs) erreichen. Beim in Namibia zum Saison-Ende ausgetragenen ICC Cricket World Cup Qualifier Play-off 2023 erreichte er zunächst ein Century über 125 Rusn aus 113 Bällen gegen Papua-Neuguinea, bevor er gegen Jersey 88* Runs beisteuerte. Bei einer Twenty20-Serie gegen Simbabwe im Oktober erzielte er im ersten Spiel drei Wickets (3/15). Im Februar reiste er dann mit dem Team nach Nepal. Im Drei-Nationen-ODI-Turnier gelangen ihm fünf Wickets (5/28) und ein Fifty (52 Runs) gegen den Gastgeber und zwei Mal drei Wickets gegen die Niederlande (3/23 und 3/33). Im April folgte bei einer Twenty20-Serie im Oman im zweiten Spiel ein Fifty über 58 Runs und 3 Wickets für 7 Runs und im fünften Spiel ein weiteres Fifty über 64* Runs. In beiden Spielen wurde er jeweils ausgezeichnet. Daraufhin führte er das Team zu seiner dritten Weltmeisterschaft, wo ihm unter anderem ein Fifty über 52 Runs gegen Schottland gelang. Dennoch schied das Team erneut in der Vorrunde aus.
Bei den Namibia Cricket Awards 2024 gewann Erasmus fünf Auszeichnungen, darunter als bester Spieler. Er erhielt zudem vom Weltverband ICC die Auszeichnung als bester Cricketspieler des Jahres 2024 einer assoziierten Nation.
Seit November 2024 spielt Erasmus in der neu geschaffenen Nepal Premier League T20 in Nepal für die Kathmandu Ghurkas.